# Краснослободцев, Василий Андреевич
Василий Андреевич Краснослободцев (22 января 1921, Каменный Брод, Сосновский район — 19 сентября 1993) — советский хозяйственный, государственный и политический деятель, Герой Социалистического Труда.

## Биография
Родился в 1921 году в селе Каменный Брод. Член ВКП(б).
С 1935 года — на хозяйственной, общественной и политической работе. В 1935—1981 гг. — прицепщик, тракторист, комбайнёр в местном колхозе «Вторая пятилетка», комбайнёр Каменно-Бродской МТС Сосновского района Тамбовской области, намолотивший комбайном «Сталинец-1» с убранной площади за 25 рабочих дней 8502 центнера зерновых культур, главный инженер совхоза «Дегтянский».
Указом Президиума Верховного Совета СССР от 21 января 1952 года присвоено звание Героя Социалистического Труда с вручением ордена Ленина и золотой медали «Серп и Молот».
Избирался депутатом Верховного Совета РСФСР 4-го созыва.
Умер в 1993 году.